# برایان گیل
برایان گیل (انگلیسی: Bryan Gil؛ زادهٔ ۱۱ فوریهٔ ۲۰۰۱) بازیکن فوتبال اهل اسپانیا است که به صورت قرضی در سویا بازی می‌کند.
وی همچنین در تیم‌های ملی فوتبال زیر ۱۹ سال اسپانیا، زیر ۲۱ سال اسپانیا و اسپانیا بازی کرده‌است.